# Carlo Vigevani
Carlo Vigevani (Lecco, 11 marzo 1892 – Monte Ortigara, 25 giugno 1917) è stato un calciatore italiano, di ruolo attaccante.

## Carriera
Militò nell'Hellas Verona per cinque stagioni consecutive, disputando complessivamente 64 partite in massima serie, con anche 11 gol segnati.
Arruolatosi volontario nel corpo degli Alpini cadde nella battaglia del monte Ortigara.